# Reality and Fantasy
| Recensione           | Giudizio |
| -------------------- | -------- |
| Rolling Stone Italia |          |

Reality and Fantasy è il secondo album del cantante italiano Raphael Gualazzi, pubblicato il 16 febbraio 2011 dall'etichetta discografica Sugar. Il disco è supportato da un tour promozionale in Italia, partito l'8 marzo 2011 dall'Auditorium di Roma.

## Il disco
Il disco è stato pubblicato contemporaneamente alla partecipazione dell'artista al Festival di Sanremo 2011 nella categoria "Giovani", della quale è risultato vincitore con il brano Follia d'amore, presente nell'album.
Oltre al brano sanremese, l'album contiene anche Reality and Fantasy, canzone trasmessa dalle radio italiane a partire dal dicembre 2010 e già inclusa nell'EP digitale Raphael Gualazzi, pubblicato in tutta Europa.
Raphael Gualazzi, oltre che interprete, è anche produttore, compositore ed arrangiatore del disco. L'album include inoltre collaborazioni con artisti quali Ferdinando Arnò (co-produttore di Follia d'amore), Vince Mendoza, il trombettista Fabrizio Bosso, James F. Reynolds, Pete Glenister e il DJ Gilles Peterson.

## Tracce
1. Follia d'amore – 3:35 (Raphael Gualazzi)
2. Icarus – 4:01 (Raphael Gualazzi)
3. Tuesday – 4:59 (testo: Raphael Gualazzi – musica: Raphael Gualazzi, Fio Zanotti)
4. Reality and Fantasy – 3:54 (Raphael Gualazzi)
5. Scandalize Me – 3:13 (Raphael Gualazzi)
6. Behind the Sunrise – 4:17 (Raphael Gualazzi) – feat. Rox
7. A Three Second Breath – 3:36 (Raphael Gualazzi)
8. Calda estate (dove sei) – 3:01 (Raphael Gualazzi)
9. Out of My Mind – 3:38 (Raphael Gualazzi)
10. Sarò sarai – 5:16 (testo: Raphael Gualazzi, Oliviero Malaspina – musica: Raphael Gualazzi, Fio Zanotti)
11. Love Goes Down Slow – 3:51 (testo: Raphael Gualazzi – musica: Raphael Gualazzi, Fio Zanotti)
12. Lady "O" – 4:32 (Raphael Gualazzi)
13. Empty Home – 3:18 (testo: Raphael Gualazzi – musica: Raphael Gualazzi, Fio Zanotti)
14. Caravan – 2:17 (testo: Irving Mills – musica: Duke Ellington, Juan Tizol)
15. Reality and Fantasy – 3:26 (Raphael Gualazzi) – remix di Gilles Peterson

Durata totale: 56:54
Traccia bonus disponibile solo su iTunes
1. Don't Stop – 3:15 (Christine McVie)

Special Edition
1. Follia d'amore – 3:35
2. Icarus – 4:01
3. Tuesday – 4:59
4. Reality and Fantasy – 3:54
5. Scandalize Me – 3:13
6. Behind the Sunrise – 4:17 – feat. Rox
7. A Three Second Breath – 3:36 – Remix di James Reynolds
8. Calda estate (dove sei) – 3:01
9. Out of My Mind – 3:38
10. Sarò sarai – 5:16
11. Love Goes Down Slow – 3:51
12. Lady "O" – 4:32
13. Empty Home – 3:18
14. Caravan – 2:17
15. Reality and Fantasy – 3:25 – Remix di Gilles Peterson
16. Zuccherino dolce – 2:45
17. New Orleans – 3:37
18. Carola – 3:11
19. A Three Second Breath – 2:59 – Versione originale
20. Don't Stop – 3:15

Durata totale: 72:40

## Formazione
- Raphael Gualazzi - voce, pianoforte, clarino, kazoo, cori
- Felice Del Gaudio - basso, contrabbasso
- Malcolm Moore - basso
- Christian Marini - batteria
- Karl Brazil - batteria
- Luca Florian - percussioni
- Pete Glenister - chitarra, percussioni
- Giuseppe Conte - chitarra, basso
- Lele Barbieri - batteria
- Fabrizio Bosso - tromba
- David Brutti - sax contralto
- Matteo Villa - sax contralto
- David Bartelucci - sassofono tenore
- Massimo Valentini - sax, sassofono baritono
- James Reynolds - armonica
- Roxanne Tataei - cori

## Classifiche

### Posizioni massime
| Classifica (2011) | Posizione massima |
| ----------------- | ----------------- |
| Austria           | 53                |
| Germania          | 49                |
| Italia            | 4                 |

### Classifiche di fine anno
| Classifica (2011) | Posizione |
| ----------------- | --------- |
| Italia            | 14        |